# کریستین کول وتر
کریستین کول وتر (انگلیسی: Christian Kühlwetter؛ زادهٔ ۲۱ آوریل ۱۹۹۶) بازیکن فوتبال اهل آلمان است.
از باشگاه‌هایی که در آن بازی کرده‌است می‌توان به باشگاه فوتبال کایزرسلاوترن و باشگاه فوتبال کلن اشاره کرد.